# نیارک
نیارک روستایی از توابع بخش طارم سفلی شهرستان قزوین در استان قزوین ایران است. این روستا یکی بزرگ‌ترین روستاها در ناحیه طارم است.

## جمعیت
این روستا در بخش طارم سفلی قرار دارد و براساس سرشماری مرکز آمار ایران در سال ۱۳۹۵، جمعیت آن ۱٬۸۶۰ نفر (۶۶۰ خانوار) بوده است.

## زبان
زبان اهالی روستای نیارک ترکی آذربایجانی بوده و از اهالی بومی و قدیمی منطقه به‌شمار می‌آیند.

## جاهای دیدنی
- کوه اژدها داشی
- تپه سلجوقی نارین‌قلعه: (این اثر در تاریخ ۱۰ مهر ۱۳۸۰ با شماره ثبت ۴۱۲۲ به‌عنوان یکی از آثار ملی به ثبت رسیده است).[۸]
- بقعه امامزادگان طاهر و نوح[۹]
- آبشار چورچور
- کوه نقار خانه (ناقارخانه)
- چنار کهنسال محله آرالیق
- باغات قور قشلاقی[۱۰]
- چشمه عباس بولاغی
- چشمه گوهر
- چشمه باش‌بولاق

## محصولات
گندم قرمز رنگ مهم‌ترین محصول روستاست و از بزرگ‌ترین تولیدکنندگان گندم در منطقه طارم است. عدس، نخود، جو، گوجه فرنگی، خیار و… نیز به وفور در روستا کشت می‌شوند. گردو، گیلاس، گلابی، آلبالو، سیب، آلوقطره‌طلایی و آلوچه نیز از اصلی‌ترین محصولات باغی روستا هستند، همچنین در زمینه پرورش دام سبک نیز فعال می‌باشد. زیتون نیز به تازه گی کشت می‌شود.

## امکانات
این روستا دارای خانه بهداشت، داروخانه، جاده آسفالته، برق، آب لوله‌کشی، مخابرات، گاز و مدرسه ابتدایی مختلط، مدرسه دبیرستان دخترانه، اورژانس، زمین چمن فوتبال، دو نانوایی، پد فرود بالگرد٫ دهیاری و پاسگاه است. نیارک اولین روستای بخش طارم سفلی بود که به آن لوله‌کشی گاز صورت گرفت. همچنین چهار مسجد از جمله مسجد جامع، مسجدسید الشهدا محلهٔ قاقالار، مسجد جلوخانی و مسجد محله نارین‌قالا دیبی در روستا فعالیت می‌کنند.